# Dom- und St. Magnifriedhof

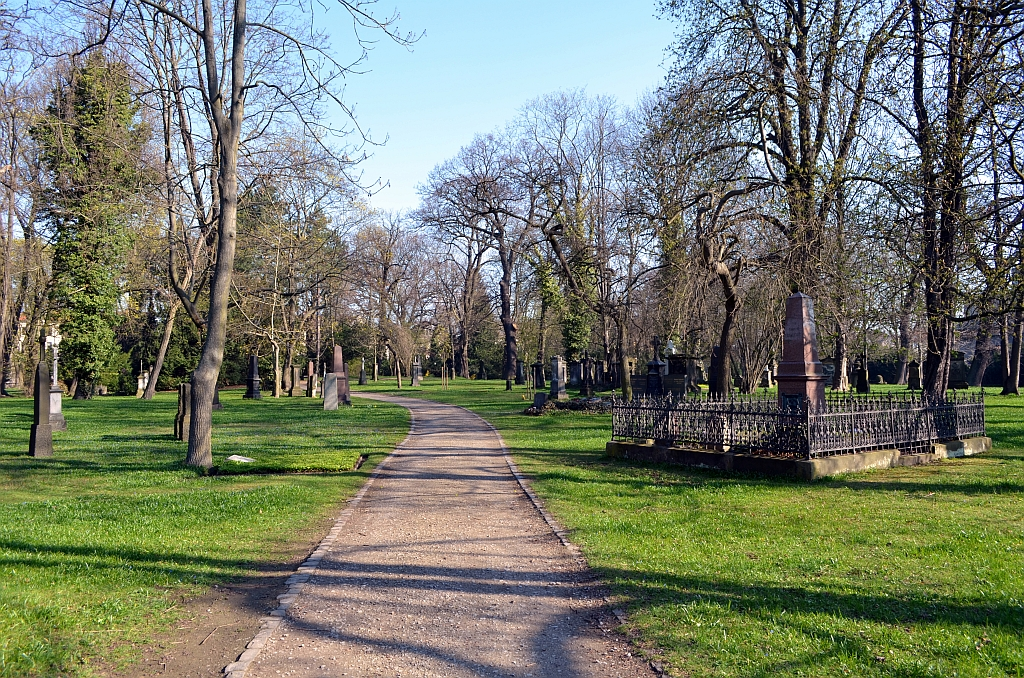
Der Magnifriedhof

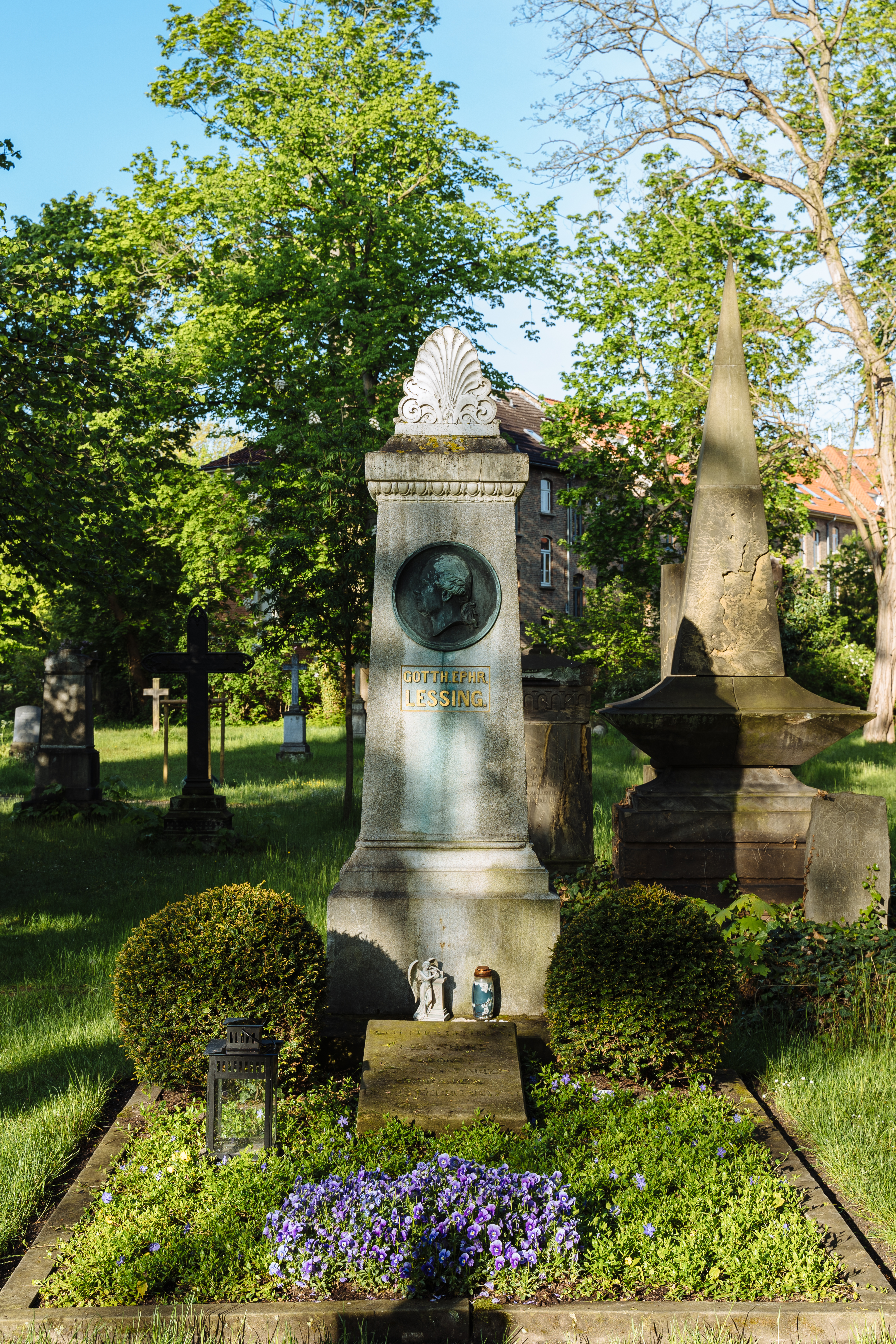
Lessings Grabmal

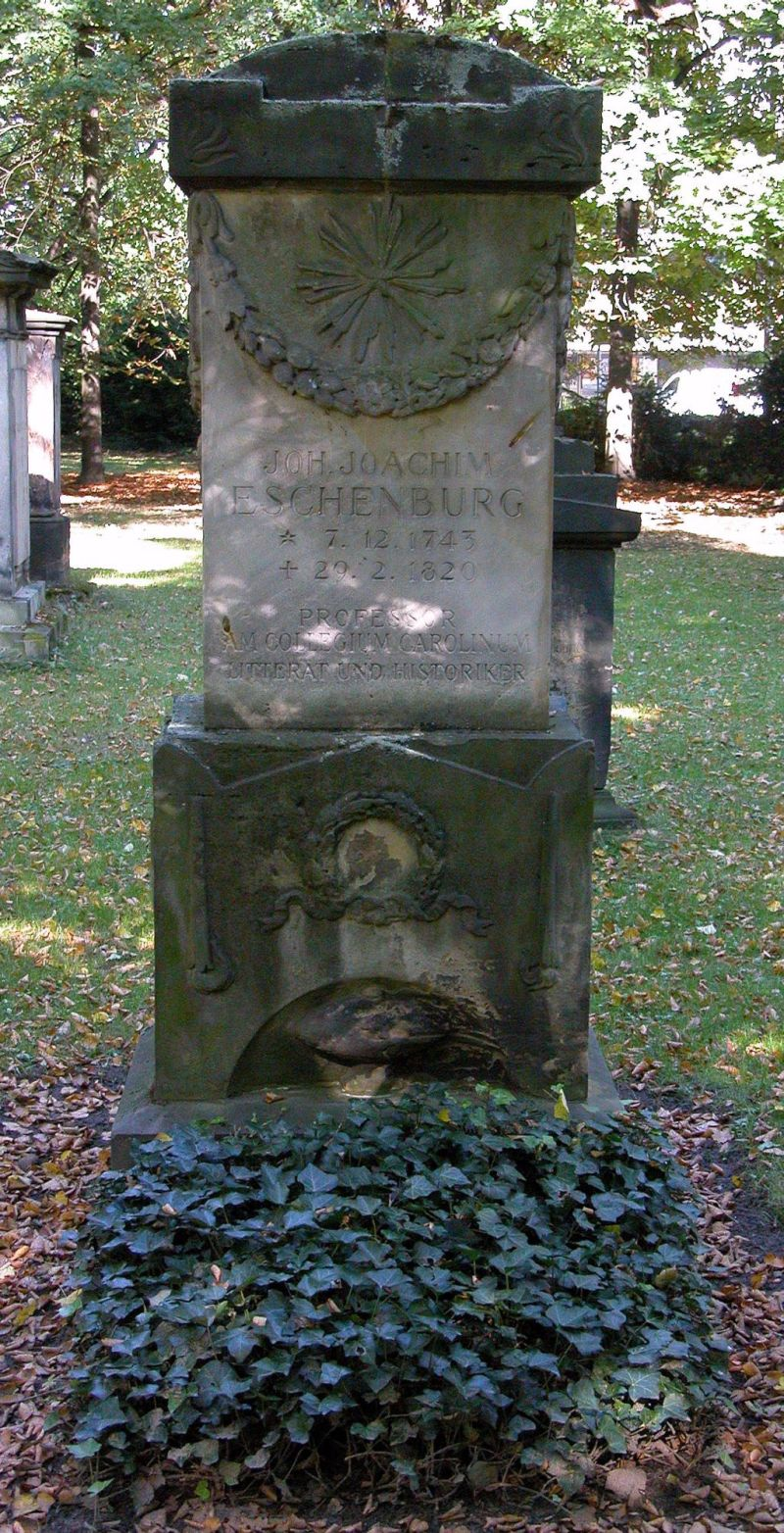
Eschenburgs Grabmal

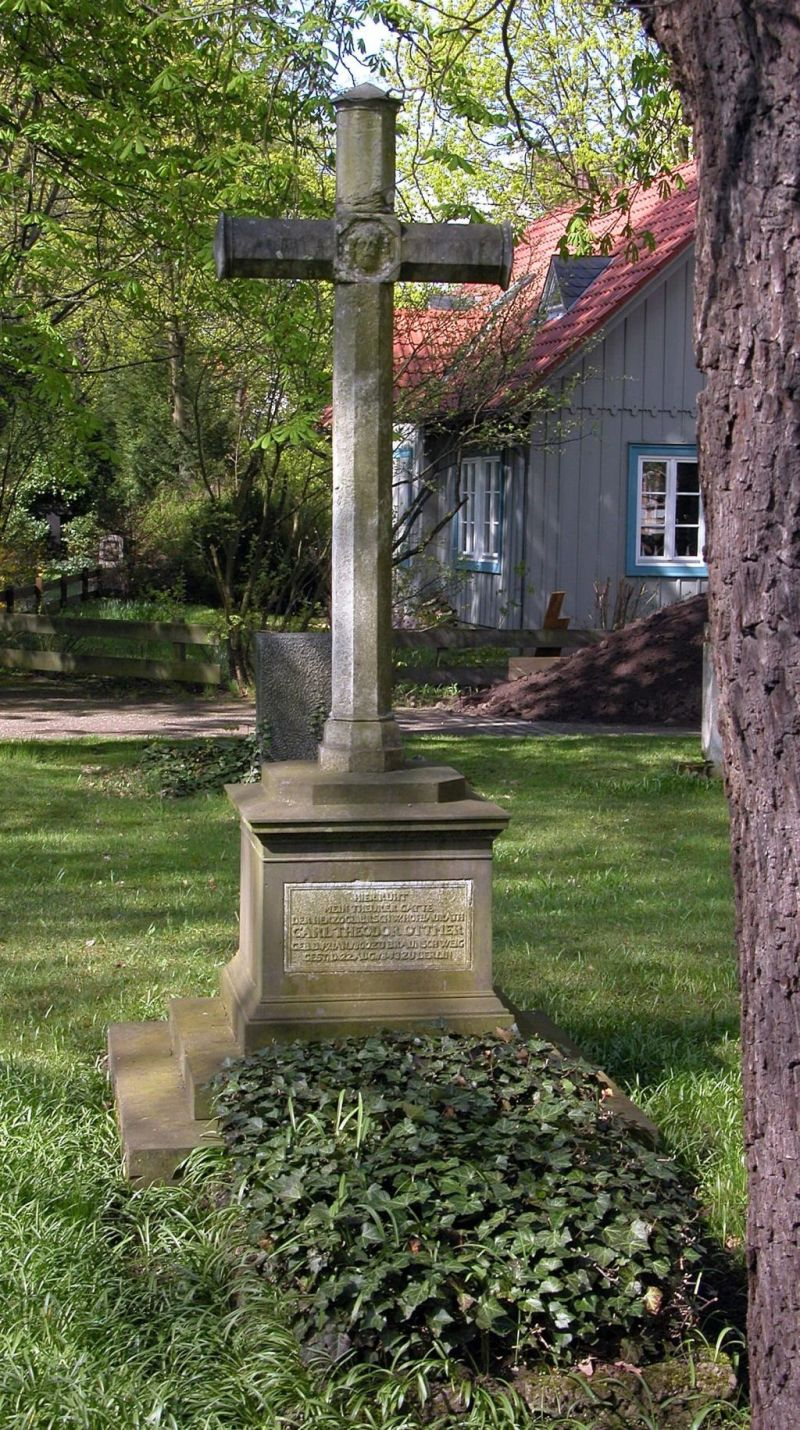
Ottmers Grabmal

Der Magnifriedhof in Braunschweig ist ein bedeutender historischer Friedhof. Er besteht aus zwei Friedhöfen, dem Dom- und dem St.-Magni-Friedhof, die sich auf einem gemeinsamen Gelände befinden. Die Friedhöfe werden nicht mehr unterschiedlich benannt, sondern von den Braunschweigern als Magnifriedhof bezeichnet.

## Geschichte
Der Magnifriedhof an der Gerstäckerstraße diente drei Gemeinden Braunschweigs: Magni, St. Leonhard und der Domgemeinde mit dem Friedhof des Grauen Hofes, auf dem die Hofbeamten mit ihren Familien bestattet wurden. Ab dem Jahre 1755 begann die Verlegung der Kirchhöfe vor die Tore der Stadt. Damit entstanden der Domfriedhof und St. Magnifriedhof im 18. Jahrhundert als Begräbnisstätte für die Bewohner des Grauen Hofes, des St. Blasiusstifts und der St.-Magni-Gemeinde. Bemerkenswert ist, dass die Grabstelle Lessings zu Beginn des 19. Jahrhunderts in Braunschweig als verschollen galt. Dieses Grab fand 1833 der Historiker Carl Schiller, der erste Direktor des Städtischen Museums Braunschweigs, wieder.
Mit Eröffnung des Braunschweiger Hauptfriedhofs wurde der St.-Magni-Friedhof 1887 für Begräbnisse geschlossen. Ende der 1950er Jahre bettete man die Gräber der Verlegerfamilien Campe, Vieweg und Westermann auf den Magnifriedhof um.
Erdbestattungen sind heute noch für Gemeindemitglieder möglich, gleichzeitig wurde die Funktion als Stadtteilfriedhof 2020 wieder aktiviert und seitdem sind Urnenbeisetzungen an Einzelbäumen und an einer Urnenwand möglich. Eigentümer des Friedhofs sind die Stiftung Domkirche St. Blasius und die St.-Magni-Gemeinde.
Die Kapelle, die sich am nordöstlichen Rand des Domfriedhofs befindet, dient als griechisch-orthodoxe Kirche. Sie ist dem Heiligen Demetrios geweiht.

## Grabmale
Auf dem Magnifriedhof befinden sich Grabmale unterschiedlicher Stilepochen, wie des Klassizismus und der Spätromantik.
Vielfältig sind die verwendeten Natursteine. Das Lessinggrabmal besteht beispielsweise aus Saubsdorfer Marmor aus der ehemaligen deutschen Provinz Schlesien. Eine Reihe von Grabsteinen, wie das von Eschenburg, wurden aus heimischem Sandstein aus Lutter am Barenberge geschlagen, der sehr häufig in Braunschweig noch an Bauwerken zu finden ist. Der hellgelbe heimische Elmkalkstein ist dagegen relativ selten auf dem Magni-Friedhof vertreten. Aus Granit ist zum Beispiel das Grabmal von Selenka; Voigtländers Grabplatte ist aus Marmor. Auffällig sind auch zwei außergewöhnliche Grabmale: eines in Form einer sehr spitz zulaufenden Pyramide (steht in der Nähe des Grabes von Lessing) und eines mit einem eisernen Würfel auf einem Naturstein. Letzteres wurde durch einen umstürzenden Baum massiv beschädigt und nicht mehr restauriert.
Auf beiden Friedhöfen ruhen bedeutende Bürger der Geschichte Deutschlands und Braunschweigs sowie weitere Braunschweiger Bürger.

### Gräber auf dem Magnifriedhof
- Joachim Heinrich Campe (1746–1818), Schriftsteller, Sprachforscher, Pädagoge und Verleger
- Johann Joachim Eschenburg (1743–1820), Literaturhistoriker, erster Übersetzer aller Shakespeare-Werke ins Deutsche
- Louis Gerloff (1845–1927), Zuckergroßhändler in Braunschweig, Erbauer der Villa Gerloff
- Friedrich Gerstäcker (1816–1872), Schriftsteller und Übersetzer
- Hermann Hollandt (1810–1890), deutscher Militär, Eponym des Hollandtsgarten, Park in Braunschweig
- Georg Ferdinand Howaldt (1802–1883), Gold- und Silberschmied, Bildhauer und Bronzegießer
- Marie Huch (1853–1934), Schriftstellerin
- Peter Joseph Krahe (1758–1840), Baumeister des frühen Klassizismus in Braunschweig
- Gustav Langerfeldt (1802–1883), Jurist und Politiker sowie Abgeordneter der Frankfurter Nationalversammlung.
- Gotthold Ephraim Lessing (1729–1781), Dichter von „Emilia Galotti“ und „Nathan der Weise“
- Albert Limbach (1838–1898), Buchdrucker, Gründer des Limbach Verlags und der Braunschweiger Zeitung
- Johann Heinrich Lutterloh (1723–1784), Hofrat und Leihhausdirektor
- Julius Ottmer (1846–1886), Geologe und Mineraloge
- Carl Schiller (1807–1874), Historiker und erster Leiter des Städtischen Museums Braunschweig
- Lorenz Schöttler (1801–1864), Unternehmer
- Johannes Jacob Selenka (1801–1871), Wegbereiter der Handwerksordnung und Mitbegründer der Hochschule für Bildende Künste Braunschweig
- Carl Tappe (1816–1885), Architekt und Baubeamter
- Friedrich Vieweg (1761–1835), Gründer des Vieweg Verlags und Bauherr des Vieweghauses
- Peter Wilhelm Friedrich von Voigtländer (1812–1878), Erfinder und Fabrikant optischer Geräte
- Everhard Westermann (1905–1973), Verleger und Verlagsbuchhändler
- George Westermann (1810–1879), Verleger

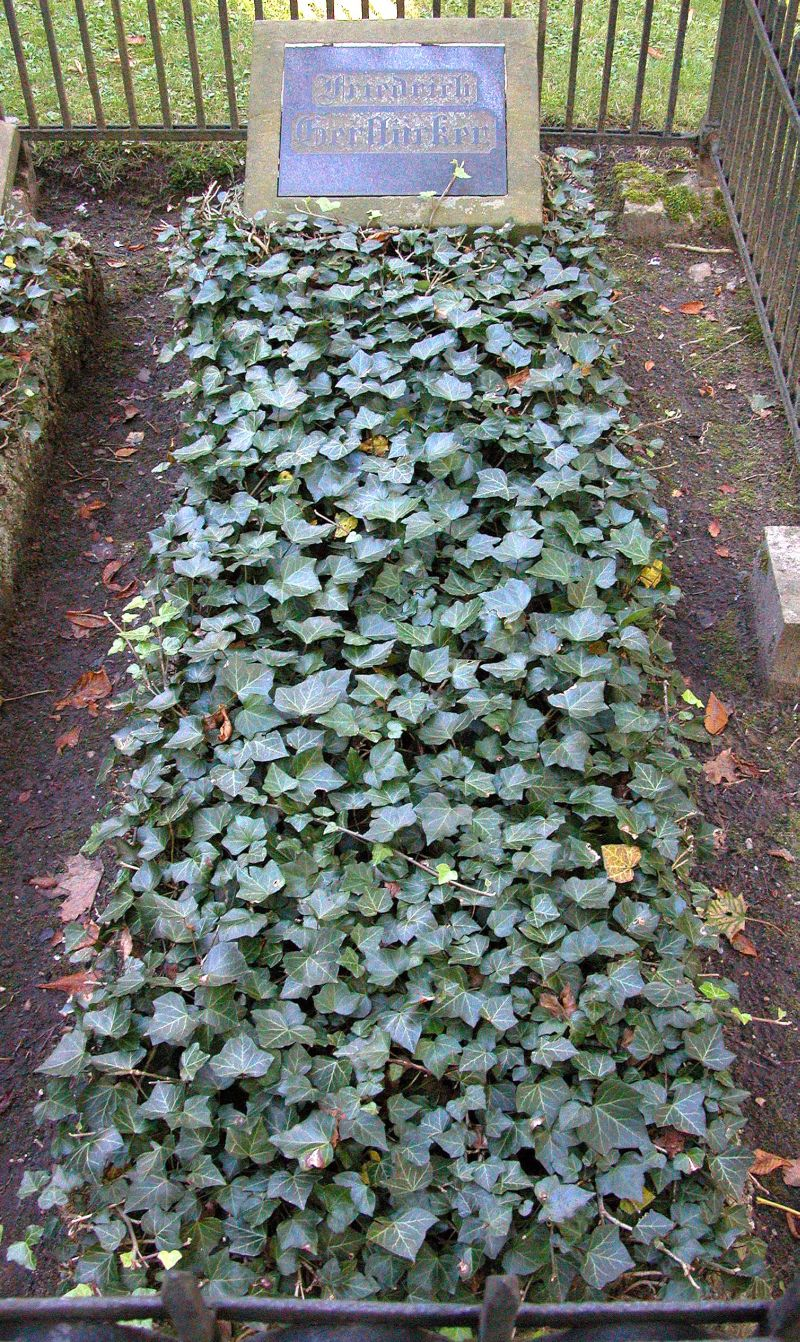
Gerstäckers Grabmal
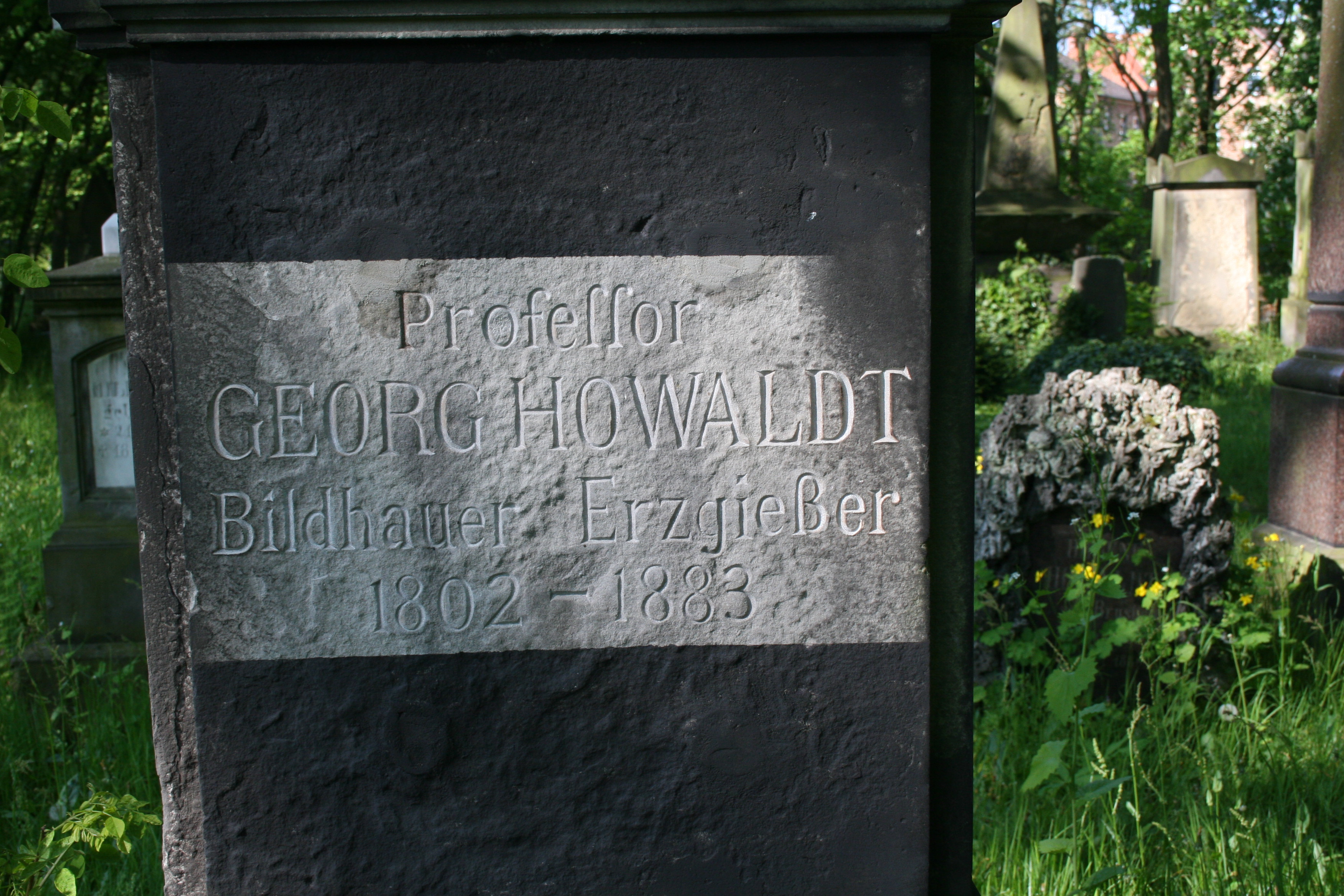
Howaldts Grabinschrift
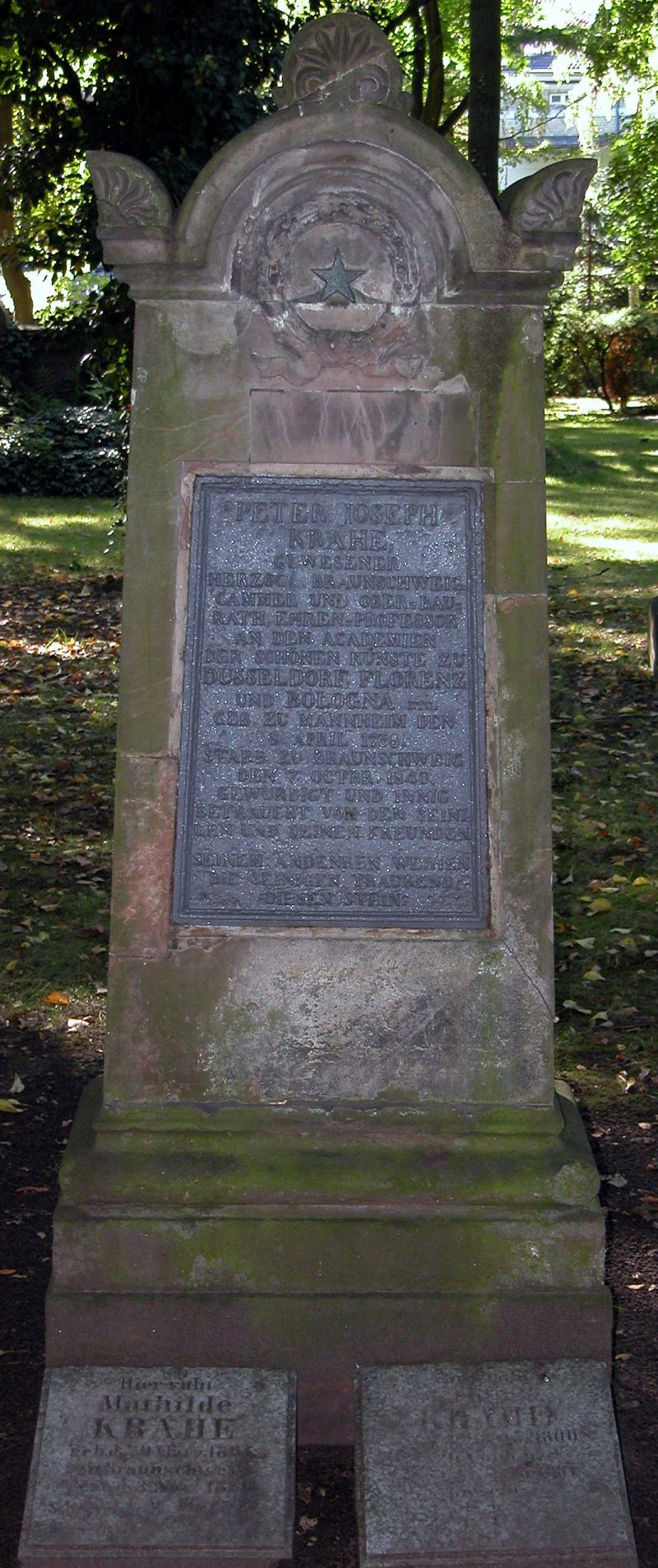
Krahes Grabmal
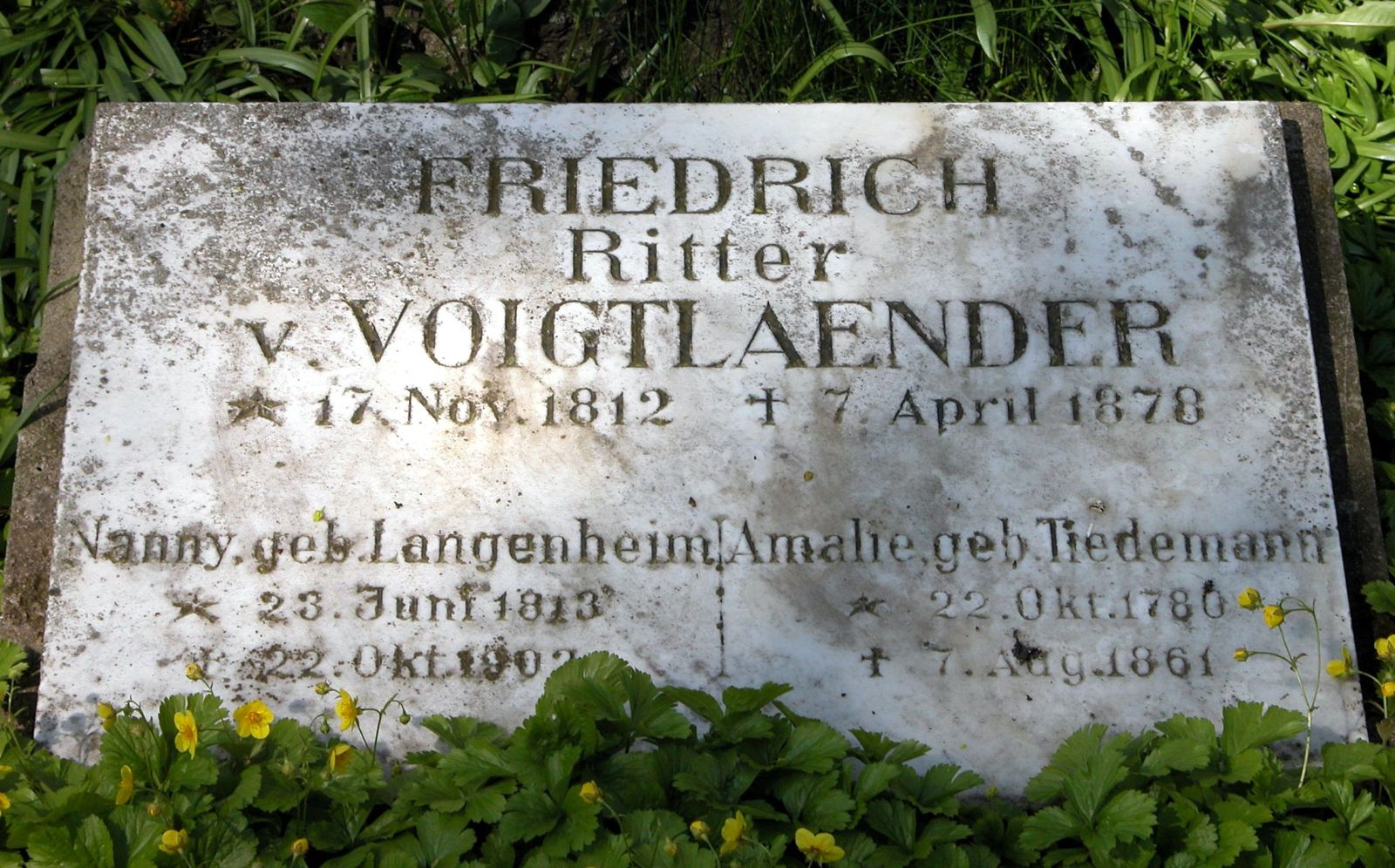
Voigtländers Grabmal

### Gräber auf dem Domfriedhof

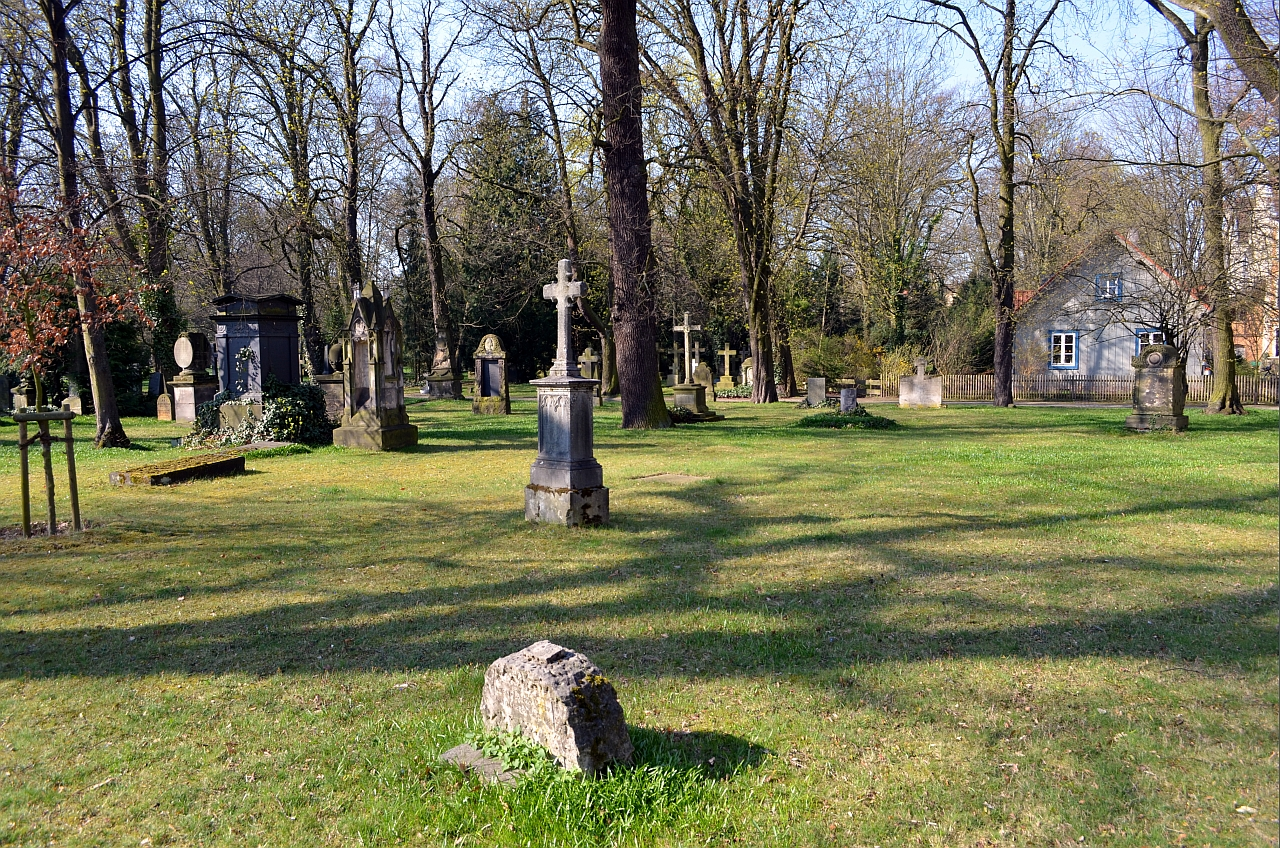
Der Domfriedhof

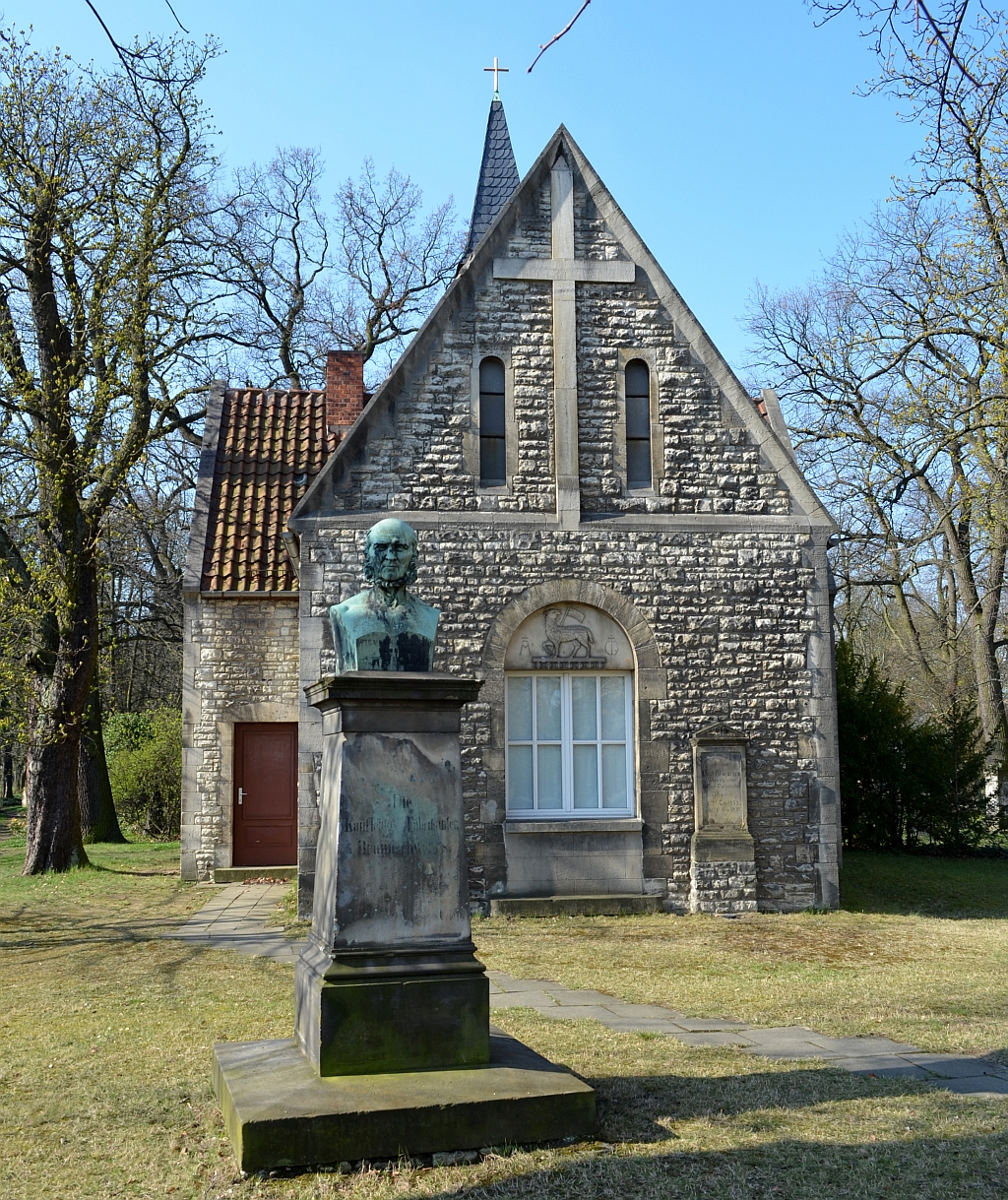
Kapelle auf dem Domfriedhof. Davor Grab und Büste Wilhelm Erdmann Florian von Thielaus.

- Wilhelm Cronberger, genannt Willy (1858–1926), Opernsänger (Tenor).
- Adolf Hartwieg (1849–1914), braunschweigischer Minister
- Hans Herrig (1845–1892), Journalist und Schriftsteller.
- Franz Ludwig Himly (1727–1795), Geheimer Cabinett Sekretair, Vater von Johann Friedrich Wilhelm Himly und Karl Himly
- Carl von Hohnhorst (1809–1858), braunschweigischer Kreisdirektor
- Ernst August Friedrich Klingemann (1777–1831), Schriftsteller der Romantik unter dem Pseudonym Bonaventura
- Friedrich Ludwig Knapp (1814–1904), Begründer der modernen Chemie
- Adolf Jellouschegg (1874–1939), österreichischer Opernsänger (Bassbariton)
- Wilhelm Meves (1848–1908), Hofschauspieler
- Johann Carl Moll (1748–1831), Stadtkommandant
- Carl Theodor Ottmer (1800–1843), Baumeister (Braunschweiger Schloss, alter Braunschweiger Bahnhof)
- August Pockels (1791–1840), Oberstabsarzt, Assessor
- Carl Radkau (1855–1934), braunschweigischer Minister
- Johann Philipp Du Roi (1741–1785), Arzt und Botaniker
- Julius Georg Paul du Roi (1754–1825), Jurist und Direktor der braunschweigischen Armenanstalt
- Karl von Schwartz (1847–1923), Theologe und Direktor der Leipziger Mission sowie sein Sohn Karl August von Schwartz (1873–1943), Pfarrer und Domprediger.
- Robert von Wachholtz (1816–1897), braunschweigischer Generalleutnant.